# NGC 3009
NGC 3009 ist eine Spiralgalaxie mit ausgedehnten Sternentstehungsgebieten vom Hubble-Typ Sc im Sternbild Großer Bär am Nordsternhimmel. Sie ist schätzungsweise 204 Millionen Lichtjahre von der Milchstraße entfernt und hat einen Durchmesser von etwa 50.000 Lj.
Im selben Himmelsareal befinden sich u. a. die Galaxien NGC 3005, NGC 3006, NGC 3008, NGC 3010.
Das Objekt wurde  am 17. März 1828 vom britischen Astronomen John Herschel entdeckt.
Alle konsultierten Quellen identifizieren NGC 3009 für die Galaxie PGC 28303, mit Ausnahme von Professor Courtney Seligman, der behauptet, es sei die Galaxie PGC 28330 (siehe NGC 3010).